# Maysville (Karolina Północna)
Maysville – miasto w Stanach Zjednoczonych, w stanie Karolina Północna, w hrabstwie Jones.